# フィルム (曲)
「フィルム」は、星野源2作目のシングル。
2012年2月8日にSPEEDSTAR RECORDSからリリース。

## 概要
前作「くだらないの中に」より約1年振りのリリース。
沖田修一監督の映画『キツツキと雨』の主題歌で、監督のオファーによって書き下ろした。
「フィルム」のミュージックビデオも沖田が担当し、星野の発案のもと、ゾンビが日常的に存在する世界で星野がニュースキャスターに扮するというストーリー仕立てとなっている。
初回限定盤はスリーブケース仕様で特典DVDが付属。

## 収録曲

### CD
（作詞・作曲・編曲：星野源、ホーンアレンジ・ストリングスアレンジ：星野源・武嶋聡）
1. フィルム [4:51]
  - 星野は「今回は、映画を見ていなくても曲だけの世界が成立してて、映画を観た人も、最後に流れた音楽でストーリーの全体を思い出してもらえるような、映画の雰囲気を感じられるような絶妙なものにしたかったんです。そこに、自分の作りたい気持ちや言葉も、ちゃんと入っている。そのふたつが両立する曲を目指して作りました。」と話している[2]。
2. もしも [3:27]
3. 乱視 [3:28]
4. 次は何に産まれましょうか（House ver.） [2:21]
  - 作詞：千葉雅子（劇団 猫のホテル主宰） 猫のホテル 2005年本公演「ウソツキー」で音楽担当の星野源が劇中歌として作った曲。
5. 落下（House ver.） [2:49]

### 初回限定盤DVD
『フィルムのビデオ』 演出：山岸聖太　約70分
- Music Video：「フィルム」「日常」（アルバム『エピソード』収録曲）
未公開ver.も収録。
- Live：『星野源の「エピソード１」』＠SHIBUYA-AX 2011/10/02
- Documentary： Recording & Music Video メイキング / 星野源 in 台湾
- etc：『エピソード』宣伝映像 / みんなも歌ってみよう

- 星野源とスタッフたちによるオーディオコメンタリー収録

## 参加ミュージシャン
- 星野源：Vocal, Chorus, Guitars,Marimba, Handclap
- 伊藤大地：Drums, Handclap
- 伊賀航：Bass, Handclap
- 池田貴史：Piano, Handclap
- 岡村美央：Violin（#1）
- 橋本歩：Cello（#1）
- 武嶋聡：Clarinet（#1）
- 川崎太一朗：Trumpet（#1）
- 滝本尚史：Trombone（#1）
- 庄司知世：Horn（#1）
- ハマ・オカモト：Bass（#2,3）
- 神谷洵平：Drums, Shaker, Tambourine（#2,3）